# Música da Antiguidade
Música da Antiguidade, na História da música, designa a música desenvolvida na Idade Antiga, no seio das primeiras civilizações a utilizarem a escrita, estabelecidas em várias partes do mundo. A música desta época estabeleceu as bases para todo o desenvolvimento musical posterior.
As primeiras civilizações musicais se estabeleceram principalmente nas regiões férteis ao longo das margens de rios na Ásia central, como as aldeias no vale do Jordão, na Mesopotâmia, Índia (vale do Indo atualmente no Paquistão), Egito (rio Nilo) e China (Huang He). A iconografia dessas regiões é rica em representações de instrumentos musicais e de práticas relacionadas à música. Os primeiros textos destes grupos apresentam a música como atividade ligada à magia, à saúde, à metafísica e até à política destas civilizações, tendo papel frequente em rituais religiosos, festas e guerras. As cosmogonias de várias destas civilizações possuem eventos musicais relacionados à criação do mundo e suas mitologias frequentemente apresentam divindades ligadas à música.
A música da antiguidade clássica, sobretudo a música grega estabeleceu as bases para todo o sistema de modos e escalas utilizado na música ocidental.

## Mesopotâmia

### Sumérios
Dentre os povos da Mesopotâmia, os Sumérios foram os que mais se destacaram culturalmente. De origens incertas, este povo estabeleceu uma civilização há cerca de 6 mil anos. A rica cultura de Summer floresceu e influenciou, por mais de 3 mil anos, todos os povos da Ásia Central, como os assírios, cananeus, egípcios, fenícios, babilônios e hebreus. A música exercia papel importante nos ritos solenes ou familiares. Não foram encontrados registros de um sistema de notação musical, mas alguns documentos cuneiformes datados dos séculos XVIII a.C. a XV a.C. atestam a existência de uma elaborada teoria musical. Trabalhos de tradução publicados pelo padre Gurney e Marcele Duchesne-Guillemin entre 1963 e 1969 revelam que estas tábuas tratavam de um sistema de afinação para uma Lira de 9 cordas e, por extensão, permitem estabelecer que os sumérios possuiam, além das escalas pentatônicas mais usuais, uma escala diatônica de sete sons.
Foram encontrados também, vestígios de diversos instrumentos avançados para a época. Uma harpa de cordas percutidas, ancestral do Piano, flautas de cana e de prata, liras de cinco a onze cordas, uma espécie de alaúde de braço longo e uma harpa com coluna de apoio (por volta do Século XXV a.C.).

### Assírios
Os assírios deixaram vasta documentação de sua cultura musical na forma de pinturas, esculturas, baixos-relevos e textos literários. Os músicos tinham papel proeminente na sociedade e são mais reverenciados que os sábios. A música, para este povo, era associada ao poder e os músicos dos povos conquistados sempre eram poupados e levados até as cidades assírias para que sua arte pudesse ser absorvida. Este é o primeiro povo que se tem notícia a formar grandes orquestras que podiam chegar a 150 componentes entre cantores e instrumentistas.

## Egito

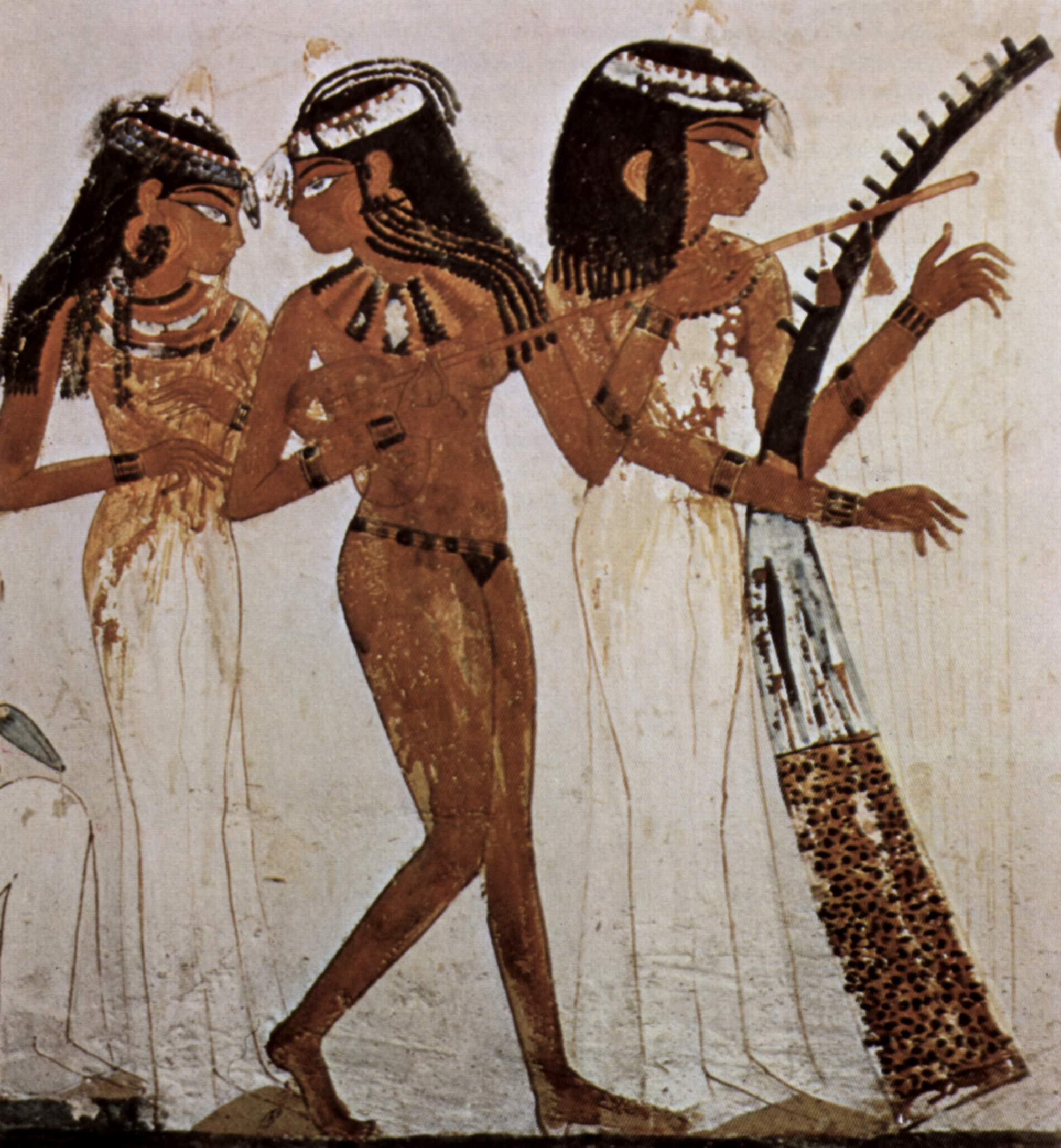
Mulheres tocando flauta, alaúde e harpa.
Afresco encontrado em Tebas, Egito. c. 1422 a 1411 a.C.

Estudiosos acreditam que a música no Antigo Egito tenha origens tão remotas como a da Mesopotâmia. Graças a afrescos em templos e túmulos, é possível reconstruir com relativa precisão o desenvolvimento dos instrumentos musicais e o uso da música na civilização egípcia. Entre o Sexto e o Quarto milênio a.C., após o estabelecimento das primeiras cidades, a dança era a principal manifestação musical e os instrumentos provavelmente vieram do sul da África e da Suméria.
Na época do Império Antigo, entre a III e X Dinastias, c. 2635 a 2060 a.C., a música egípcia viveu seu auge. Muitas representações mostram pequenos conjuntos musicais, (com cantores, harpas e flautas) e inscrições coreográficas descrevem danças realizadas para o Faraó. Acredita-se que este tenha sido o período de maior florescimento da arte musical egípcia .
No Império Médio (XI a XVII dinastia) conjuntos maiores e até orquestras são representados. Entre os instrumentos , há harpas, alaúdes, liras, flautas, flautas de palheta dupla (oboés), trombetas, tambores e crótalos. No Império Novo (XVIII a XX dinastia), estes instrumentos se aperfeiçoam. A música passa a ter papel ritual e militar.
Alguns destes instrumentos foram encontrados em escavações de pirâmides, templos e túmulos subterrâneos do Vale dos Reis, mas infelizmente, nenhum deles de afinação fixa. Isso impossibilita definir que tipos de escalas musicais eram utilizadas. Não foi encontrado nenhum texto que permita deduzir a existência de um sistema de notação e também não há textos sobre teoria musical. Aparentemente isso se deve ao fato de que os músicos não gozavam, entre os egípcios, do mesmo status que tinham entre os sumérios. Muitos afrescos mostram músicos sempre ajoelhados e vestidos como escravos. A posição subalterna não permitia a transmissão dessa arte pouco valorizada através dos textos.
A cultura musical do Egito Antigo entrou em decadência junto ao próprio Império. Com as sucessivas invasões, a música do Egito passou a ser influenciada pelos gregos e romanos, perdendo totalmente sua independência. Músicos gregos são contratados para integrar a corte e trazem consigo alguns de seus instrumentos. Até uma espécie de órgão hidráulico foi encontrado. Alguns musicólogos acreditam que os últimos vestígios da música faraônica ainda possam ser identificados na liturgia copta.

## Hebreus
Graças à Torá e à extensa coletânea de textos religiosos legada pelos hebreus e judeus, é possível reconstruir com relativa precisão história da música desse povo. Embora haja referências à música entre os descendentes de Adão, é provável que a música do povo hebreu só tenha conhecido seu desenvolvimento pleno e independente após o reinado de Davi (c. 1000 a 962 a.C.). Antes disso, o povo hebreu era composto de tribos nômades e provavelmente sua música sofreu influências de todos os povos com que conviveu, como os caldeus, babilônios e egípcios. Somente após a fixação  das 12 tribos em Canaã (c. de 1250 a.C.) é que a música hebraica pode conhecer um desenvolvimento próprio. Infelizmente não há registros que tratem dos sistemas teóricos, escalas, estilos ou documentos sobre organologia.
O papel social da música, no entanto é bem conhecido e os textos do Antigo Testamento estão repletos de relatos sobre instrumentos e sua utilização religiosa ou em festas. Entre os instrumentos mais utilizados estão vários tipos de instrumentos de sopro (trombetas e trompas, como o shofar, flautas, oboés), percussão (tambores, sistros e crótalos) e cordas (como liras, cítaras e harpas). A música tinha papel importante nas festividades e nas atividades do Templo de Jerusalém.

## Índia
A mitologia hindu diz que Shiva ensinou a música aos homens há cerca de 6 mil anos. No entanto, os achados arqueológicos demonstram que é pouco provável que uma civilização sedentária se tenha estabelecido no vale do Indo antes de 2500 a.C.. A civilização pré-ariana tornou-se prospera e é provável que uma cultura musical própria tenha se desenvolvido, possivelmente com influências da Mesopotâmia. Embora os Vedas (escritos entre 1500 a.C. e 500 a.C.]]) documentem a importância religiosa da música na civilização indiana e forneçam extensa informação mitológica, nenhum documento ou informação precisa sobre como seria essa música foi encontrado. Desse fato decorre que pouco ou nada se sabe sobre os instrumentos, escalas e toda a teoria musical na Índia Antiga.

## China
Após o estabelecimento da civilização chinesa no Huang-He, a música começou a ter papel importante. Os músicos tinham um papel social respeitado e os instrumentos musicais tiveram grande desenvolvimento. Vários instrumentos de cordas (liras e cítaras) bem como o sheng (órgão de boca com palhetas livres) já existiam no Terceiro milénio a.C.
O sistema de escala chinês (sistema Lyu), baseado em tubos diapasões que fixam as relações de intervalos foi criado no reinado de Huang-Ti (2698 a.C. a 2598 a.C). Este sistema continua em uso até hoje com pouquíssimas alterações. Não se sabe se houve um sistema de notação, pois um decreto imperial em 212 a.C. ordenou a queima de todos os livros. Apesar disso, a música sobreviveu através de ensinamentos tradicionais e influenciou a música de todos os países do leste asiático.